# 지몬 롤페스
지몬 롤페스(Simon Rolfes, 1982년 1월 21일, 이벤뷔렌 ~ )은 독일의 전 축구 선수이자, 현재는 바이어 04 레버쿠젠의 단장이다. 현역 시절에는 수비형 미드필더로 활약했으며, 독일 분데스리가의 클럽 바이어 04 레버쿠젠과 독일 축구 국가대표팀의 일원이었다. 또한 그는 베른트 슈나이더의 은퇴 이후 레버쿠젠의 주장직을 맡았다.

## 클럽 경력
SV 베르더 브레멘 유스 출신이다. 그는 정확히 리그 100경기 출장하였고 수비형 미드필더 자리에서 18골을 넣었다. 2002-03시즌 그는 SSV 로이틀링겐으로 임대된 적이 있다. 그곳에서 그는 13경기 출장하였다. 좋은 모습을 보였음에도 불구하고 브레멘 감독 토마스 샤프는 그를 1군으로 승격시키지 않았다. 따라서 그는 2004년에 알레마니아 아헨으로 이적하였다. 그 곳에서 1시즌 머물렀고, 28경기에 출장하였다. 2005년은 바이어 04 레버쿠젠으로 이적하고, 클럽의 인기선수가 되며, 빠르게 주전자리를 꿰찬 롤페스에게 있어 가장 중요한 해였다. 그는 강력한 정신적 능력, 팀정신, 스포츠맨쉽, 필드 영향력을 겸비하였다. 2009년 7월 2일, 그는 심각한 무릎 부상을 당하여 2010 남아공월드컵에 불참하였다. 재활 후, 그는 2010-11시즌 전반 VfL 볼프스부르크전에서 63분에 패트릭 헬메스와 교체되어 복귀하였다. 팀은 2-0으로 승리하였다. 그는 시즌 첫골을 교체 투입후 단 3분만에 넣었고, 아르투로 비달이 성공적으로 차 넣은 페널티를 유도하였다. 또 다시 그는 결승골을 뽑았고 팀은 3-2로 승리하였고, 롤페스는 경기 최우수 선수로 선정되었다. 2011년 1월 28일, 그는 버크젤프 (Werkself)에서 다시 한번 인상적인 모습을 보였다. 하노버 96을 상대로 골을 넣었다. 그의 인상적인 활약은 계속되었고 2011년 2월 12일 FSV 프랑크푸르트에서 또다시 골을 넣어 3-0 승리를 견인하였고, 2월 27일 브레멘을 상대로 2-2로 비겼다.

## 국가대표 경력
롤페스는 2007년 3월 28일 뒤스부르크에서 덴마크와의 친선경기에서 데뷔하였다.
그는 UEFA 유로 2008의 스쿼드에도 포함되었다. 롤페스는 포르투갈과의 8강전 경기에서 선발로 출전하였고 팀은 3-2로 승리하였다. 터키와의 4강전 경기에도 출전하였고, 팀은 3-2로 승리하였다. 롤페스는 2010 FIFA 월드컵 예선에서 첫 골을 넣었다. 2008년 9월 6일 그는 리히텐슈타인을 상대로 골을 넣었고, 팀은 6-0으로 승리하였다. 롤페스는 처음에 2010년 FIFA 월드컵 독일 명단에 포함되어 있었지만, 부상으로 인하여 월드컵 출전이 무산되고, 2010-11 시즌에서는 소속 팀 경기에서 10경기 이상 결장하였다.

## 은퇴 후
바이어 04 레버쿠젠의 프런트로 전직했다. 레버쿠젠에서 유소년 팀 단장, 1군 스포츠 팀 디렉터를 맡았고, 2022년에 루디 푈러의 후임으로 바이어 04 레버쿠젠의 단장으로 선임됐다.